# 界坑乡
界坑乡是中华人民共和国浙江省温州市永嘉县下辖的一个乡。
2016年1月23日，浙江省人民政府批复同意调整巽宅镇管辖范围，增设界坑乡，乡政府驻界坑村。

## 行政区划
界坑乡下辖以下村级行政区划单位：
界坑村、黄岙村、杨庄村、美岙村、界鸟村、上董村、盛山村、兴发村、坑口村、饭盆尖村和信岙村。